# Lithophora
Infra-ordre
Les Lithophora sont un infra-ordre de l'ordre des Proseriata.

## Systématique
Le nom valide complet (avec auteur) de ce taxon est Lithophora Steinböck (d), 1925.

### Sous-taxons
Selon la base de données World Register of Marine Species (16 décembre 2023), l'ordre des Proseriata regroupe les sous-taxons suivants :
- Familles directes :
  - Famille des Archimonocelididae Meixner, 1938
  - Famille des Calviriidae Martens & Curini-Galletti, 1993
  - Famille des Coelogynoporidae Karling, 1966
  - Famille des Monocelididae Hofsten, 1907
  - Famille des Monotoplanidae Ax, 1958
  - Famille des Otomesostomidae Midelburg, 1908
  - Famille des Otoplanidae Hallez, 1892
  - Famille des Yorkniidae Curini-Galletti, Scarpa & Casu, 2017
- Genres isolés :
  - Genre Japanoplana Ax, 1994
  - Genre Serrulina Curini-Galletti, De Ridder & Artois, 2011.

### Synonymes, reclassements, suppressions
Selon World Register of Marine Species (16 décembre 2023) :
- le genre Coelogynoporidarum est non conforme au code ICZN ;
- la famille des Meidiamidae Schockaert, Curini-Galletti, De Ridder, Volonterio & Artois, 2009 est Archimonocelididae Meixner, 1938. Meidiamidae est non monophylétique (voir Scarpa et al., 2017), une partie des taxons appartenant aux Archimonocelididae et une autre aux Yorkniidae. Serrulina est incertae sedis ;
- la famille des Otomesostomatidae Midelburg, 1908 est Otomesostomidae Midelburg, 1908.